# Forficula auricularia
A forficula auricularia, vulgarmente conhecida como bicha-cadela, é um insecto dermáptero da família dos forficulídeos. É um insecto omnívoro, dotado dum corpo alongado, de coloração castanha-brilhante, no dorso e amarelada nas seis patas e nas asas. O seu comprimento varia entre 1 e 3 cm.
Possui cercos em forma de pinça, no final do abdómen, que nos machos são ligeiramente arqueados e mais robustos do que nas fêmeas. Ao contrário do que se acredita, este inseto não é venenoso.

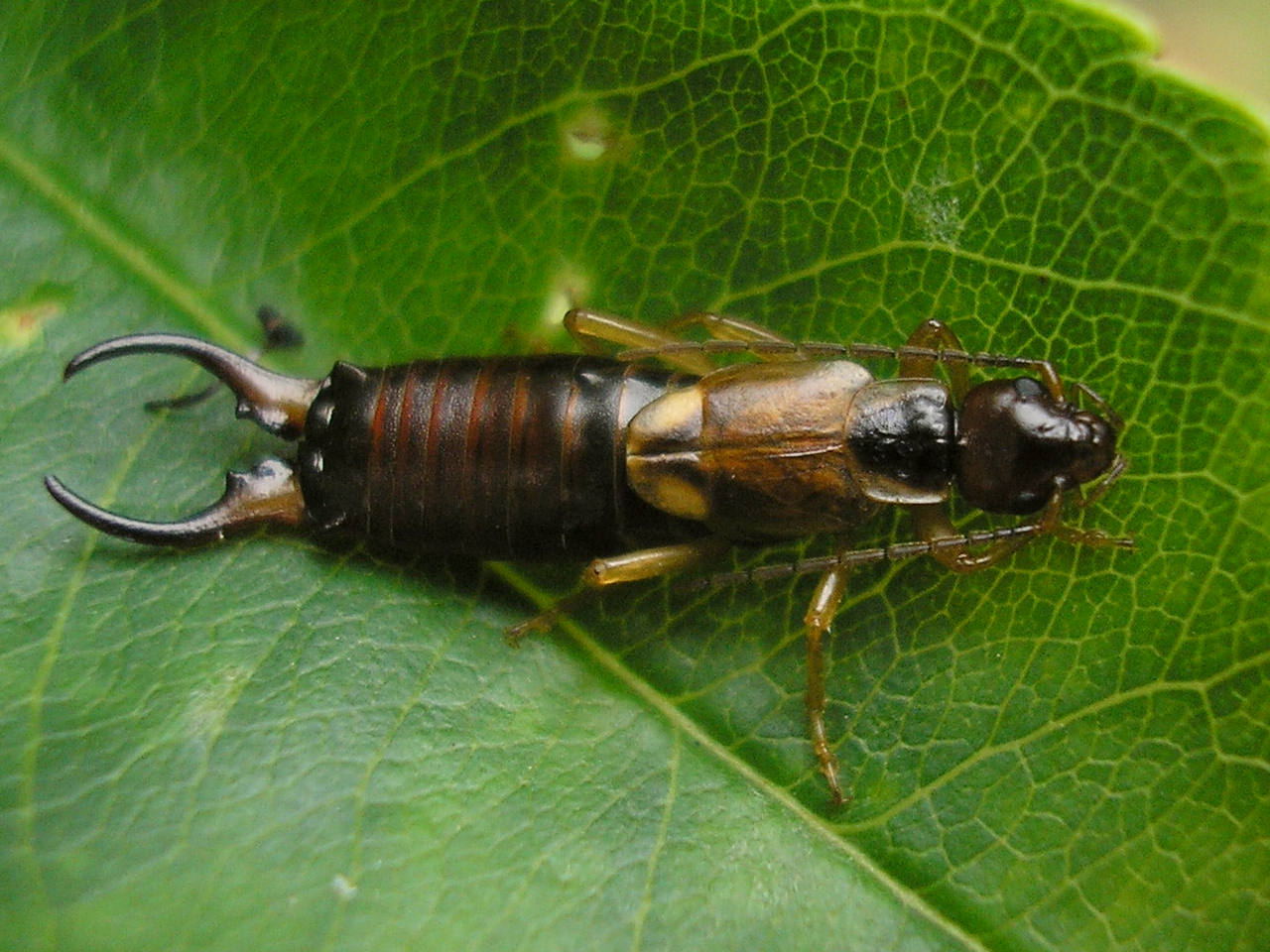
Macho

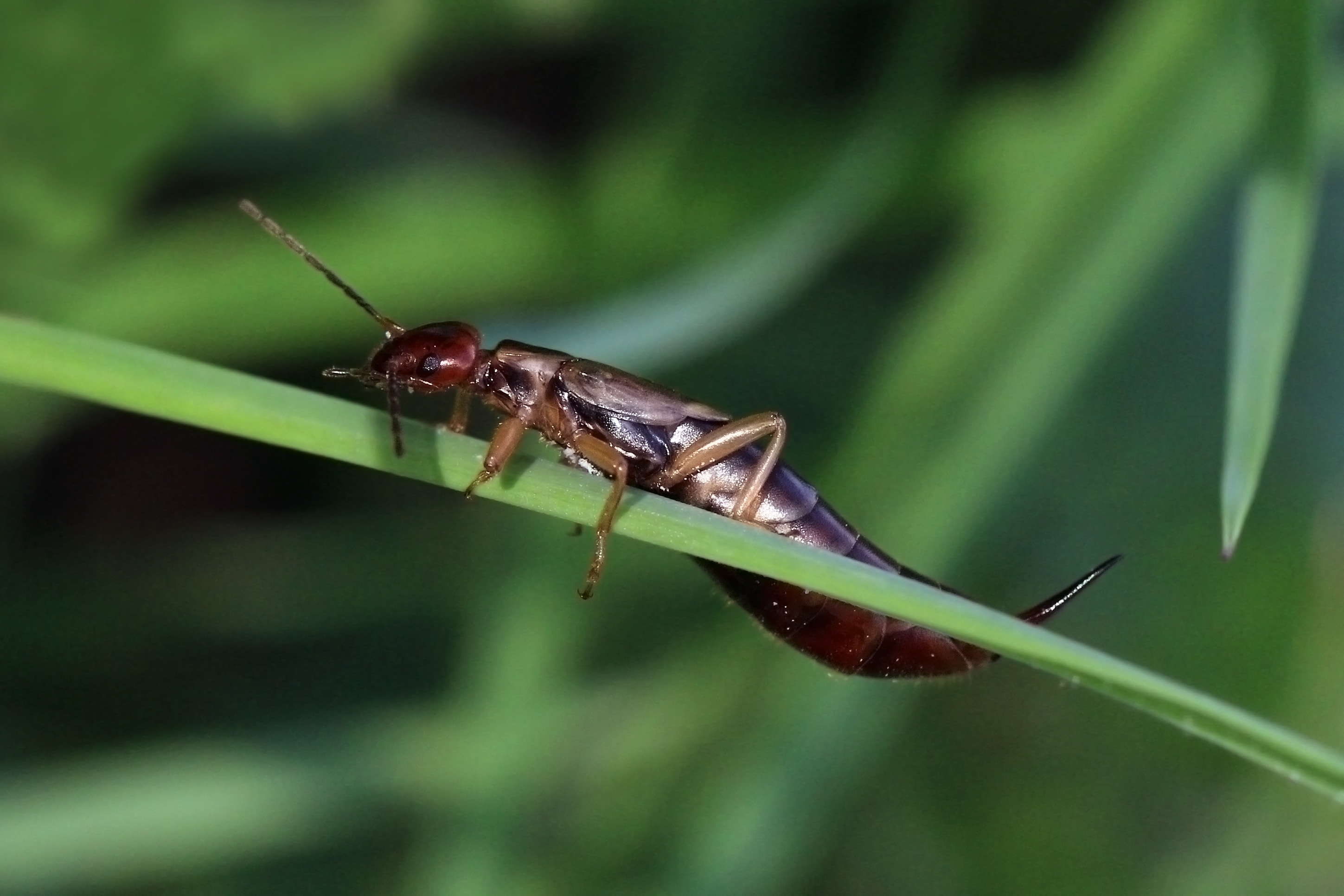
Fêmea

Apesar de serem uma praga para certas colheitas, são usados na agricultura biológica para combater os pulgões dos cítricos.

## Nomes comuns
Dá ainda pelos seguintes nomes comuns: gato-bichaneiro, rapelho (também grafado raspelho e rapelha), rapa, serra-cancelas, tesourinha ,lacrainha e cabra-loira.